# Too Many Crooks (film, 1927)
Pour les articles homonymes, voir Too Many Crooks.
Pour plus de détails, voir Fiche technique et Distribution.
 Too Many Crooks est un film américain réalisé par Fred C. Newmeyer, sorti en 1927.

## Fiche technique
- Réalisation : Fred C. Newmeyer
- Scénario : E.J. Rath, Rex Taylor
- Producteurs : Jesse L. Lasky, Adolph Zukor
- Photographie : Harry Jackson
- Production : Famous Players-Lasky Corporation
- Genre : Comédie[1]
- Distributeur : Paramount Pictures
- Durée : 60 minutes (6 bobines)[2]
- Date de sortie : 2 avril 1927

## Distribution
- Mildred Davis : Ceia Mason
- Lloyd Hughes : John Barton
- George Bancroft : Bert the Boxman
- El Brendel	: Botts
- William V. Mong : Coxey, the Con-man
- John St. Polis : Erastus Mason
- Otto Matieson : Fast Hands Foster
- Betty Francisco : Frisco Flora
- Gayne Whitman : Marshall Stone
- Tom Ricketts : Butler
- Cleve Moore : Freddie Smythe
- Ruth Cherrington : Mrs. Smythe
- Pat Hartigan : 'Big Dan' Boyd